# السيطرة العثمانية على نجد

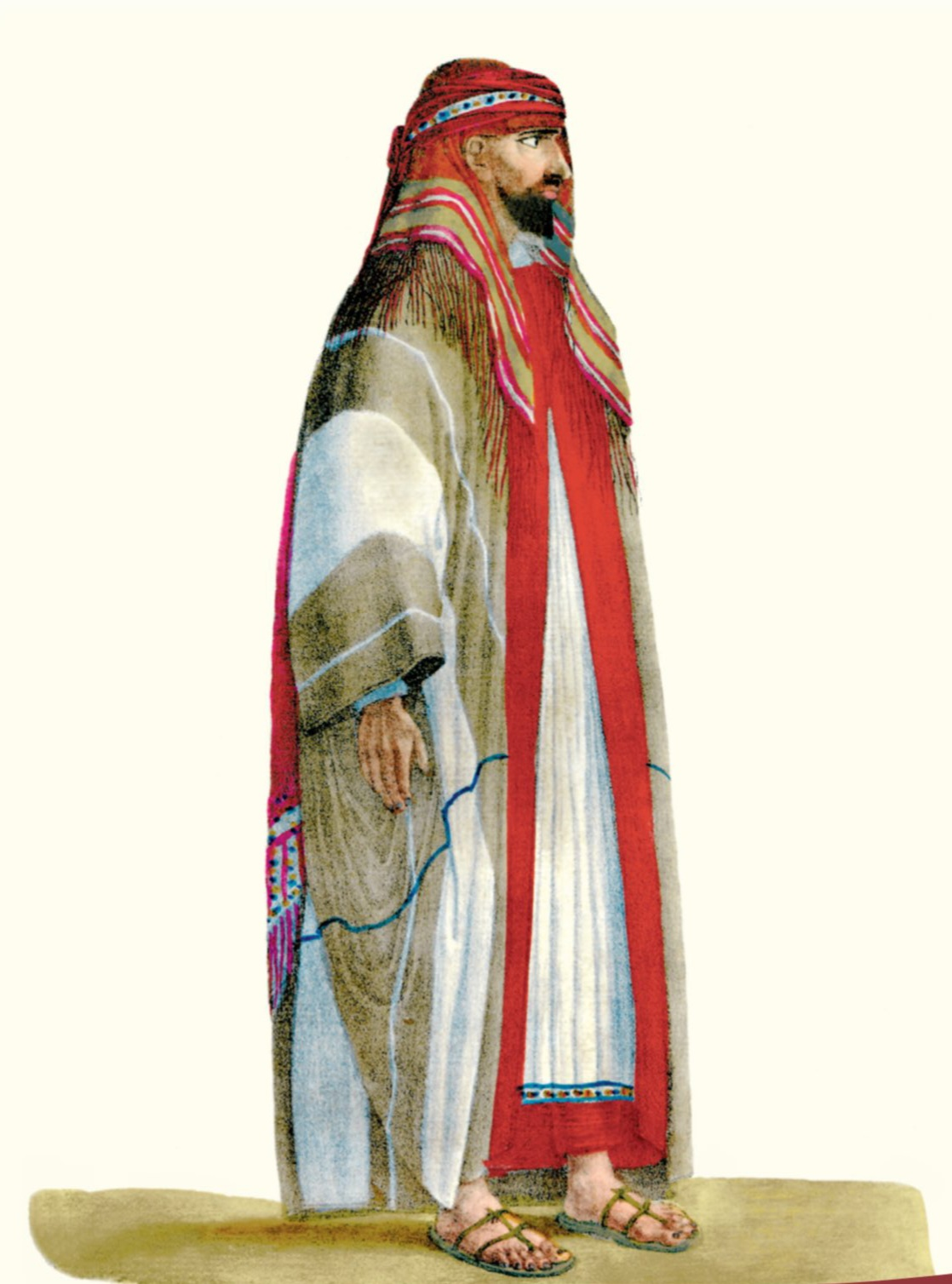
رسماً للإمام عبد الله بن سعود الكبير بن عبد العزيز بن محمد آل سعود آخر أئمة الدولة السعودية الأولى عام 1818م؛ نشرت في كتاب تاريخ مصر في عهد محمد علي عام 1823م لفيلكس مانجان العامل في البلاط المصري

الهجوم العثماني على نجد أو الحملة على نجد (بالتركية: Nejd Seferi)، وقع ما بين سنة 1816م حتى أواخر سنة 1818م في نهاية الحرب العثمانية السعودية وفي التجريدة الثالثة والأخيرة على نجد. بعث والي مصر محمد علي باشا بعد أن أخضع الحجاز سنة 1816م ابنه إبراهيم باشا على رأس جيش كثيف مزود بالمدافع لإخضاع البلدات النجدية ولإسقاط الدولة السعودية الأولى تماما. ابتدأت الحملة العثمانية بنقض محمد علي باشا الصلح الذي أبرمه ابنه أحمد طوسون باشا -قائد الحملة العثمانية السابق- مع الدولة السعودية الأولى، حيث سير محمد علي باشا من مصر حملة جديدة على شبه الجزيرة العربية والتي تعد من أقوى الحملات العسكرية على منطقة نجد بقيادة ابنه إبراهيم باشا. بعد أن وصل إبراهيم باشا الحجاز ونزل المدينة المنورة قادما من مصر، أخذ في جمع المؤن وحشد المقاتلين حتى آواخر سنة 1816م حيث سار بجيشه قاصدا الحناكية، البلدة المحصنة شرق المدينة المنورة، فأخذها عنوة سنة 1817م وجعل منها قاعدة له في نجد بعد هزيمة الإمام عبد الله بن سعود الكبير آل سعود وبعد إخضاع القبائل الضاربة حولها لتكون بوابة آمنة نحو الدرعية. بعد أن أمن إبراهيم باشا الحناكية أخذ دليلا عالما بمسالك نجد وقصد قرية ماوية، ومن ثم الرس، والخبراء، وعنيزة، وبريدة، وأشيقر، وشقراء، وضرما؛ حيث أسقط كل البلدات النجدية التي مر بها الواحدة تلو الأخرى حتى وصل الدرعية -عاصمة الدولة السعودية الأولى- سنة 1818م؛ فحاصرها ودخلها عنوة بعد ستة أشهر من حصارها وأسر إمامها عبد الله بن سعود الكبير آل سعود وبعث به إلى مصر ومنها إلى الأستانة -عاصمة الدولة العثمانية- حيث تم إعدامه معلنا نهاية الدولة السعودية الأولى. مكث إبراهيم باشا تسعة أشهر بالدرعية بعد دخولها، قام فيها بتوطيد سلطته ونشر الحاميات العثمانية ببلدات نجد، وعاد للقاهرة سنة 1819م.
انتهت السيطرة العثمانية على نجد سنة 1823م، حيث قام الإمام تركي بن عبدالله بن الإمام محمد آل سعود -مؤسس الدولة السعودية الثانية- بإجلاء الحاميات العثمانية وهزيمتها في الخرج والدلم ومنفوحة والرياض والزلفي وعنيزة.

## نقض الصلح بين محمد علي باشا والإمام عبد الله بن سعود الكبير
نقض محمد علي باشا الصلح الذي أبرمه ابنه طوسون باشا مع الإمام عبد الله بن سعود الكبير سنة 1816م، حيث قام بتجهيز حملة جديدة من نفس العام على شبه الجزيرة العربية وجعل عليها ابنه إبراهيم باشا، غايتها إخضاع البلدات النجدية وإنهاء نفوذ الدولة السعودية الأولى. خرج إبراهيم باشا من مصر ونزل بالمدينة المنورة سنة 1816م، وسار منها إلى الحناكية فنزلها وأخضع القبائل حولها لتكون بوابته لدخول نجد وأخضع لاحقا قرية ماوية حيث يوجد الماء الوفير. قام الإمام عبد الله بن سعود الكبير باستنفار أهل الدرعية وسار لملاقات قوات إبراهيم باشا فوصلهم في الخامس عشر من شهر جمادى الأخرة سنة 1232هـ/1817م وأغار عليهم عند ماء ماوية بغته، فتراجعت قوات إبراهيم باشا حتى اقتربت من معسكرها عندها أخرج إبراهيم باشا المدافع وثوروا فيهم فأمر عبد الله بن سعود الكبير قواته بالتراجع لماء قرية ماوية واضطربت صفوفه وانهزمت فتراجع إلى بلدة الخبراء ومنها إلى عنيزة.

## حصار الرس
سار إبراهيم باشا بعد وقعة ماء ماوية قاصدا بلدة الرس حيث أطبق عليها الحصار في خمسٍ بقين من شعبان سنة 1232هـ/1817م ورماها بالمدافع والقبوس وحاربها ليلا ونهارا فثبت أهلها، فكلما هدمت القبوس جزءا من سورها بنوه في الليل، فبعث الإمام عبد الله بن سعود الكبير بمرابطة تحت قيادة عبد الله بن مزروع التميمي لدعمهم فشدد إبراهيم باشا ضربه للبلدة. قال -ابن بشر- المؤرخ النجدي المعاصر لسقوط الدولة السعودية الأولى في كتابه عنوان المجد في تاريخ نجد: «أنزل الله السكينة على أهل البلد والمرابطة، وقاتلوا قتال من حمى الأهل والعيال وصبروا صبرا ليس له مثال، فكلما هدم القبوس السور بالنهار بنوه في الليل، وكلما حفر الروم حفرا للبارود حفر أهل الرس تجاهه حتى يبطلوه، وبعض الأحيان يثور عليهم وهم لا يعلمون».
طال الحصار إلى الثاني عشر من ذي الحجة من نفس السنة، وشدد إبراهيم باشا حصاره حيث قصفها في أحد لياليها بخمسة آلاف رمية بالمدافع والقنابر كما قطع النخيل خلف قلعتها. ثم قام جنود إبراهيم باشا بحفر خندقين أحدهما جنوب البلدة والآخر شرقها، وحشوا الخندقين بالبارود، يتسع النفق لسير رجل واحد وهو مطاطئ الرأس ويمتد من الحد الخارجي للسور الجنوبي حتى وسط البلدة، وتشير بعض الروايات إلى أن امرأة كبيرة السن سمعت ذات ليلة صوت الجنود وهم يحفرون أسفل منزلها فأبلغت أهل البلدة فبادروا بالعمل على التصدي له بإحداث فتحة صغيرة تجاه مصدر الحفر حتى اخترق الخندق، ثم قام بربط قبس من النار في ذيل قطة فأطلقها مسرعة تجاه النفق لتخترق موقع الأسلحة وحين لامست النار البارود والذخيرة أحدثت انفجارا هائلا، أودى بحياة عدد كبير من جنود الباشا، كما أحرقت خيام معسكره.
في تلك الأثناء، وصل لإبراهيم باشا مدد جديد وآثر أهل البلد الاستسلام فصالحهم على دمائهم وأموالهم وسلاحهم وبلادهم على أن يخرج المرابطة الذين بعثهم الإمام عبد الله بن سعود الكبير فخرجوا من الرس وقصدوا عنيزة حيث كان يرابط الإمام عبد الله بن سعود الكبير ودخل إبراهيم باشا واستقر بها بعد ثلاثة أشهر ونصف من حصارها.

## إبراهيم باشا يهاجم الخبراء
سار إبراهيم باشا بعد إخضاع الرس قاصدا بلدة الخبراء، فنزلها فوقع الرعب بأهل نجد فتفرق أهل البوادي، فمكث الإمام عبد الله بن سعود الكبير ببلدة عنيزة المجاورة وضبطها ووضع المرابطة في قصرها، قصر الصفا المحصن، واستعمل عليها أميراً مخلصاً هو محمد بن حسن بن مشاري بن سعود آل سعود، وجعل للبلدة في القصر شيئا كثيرا من الطعام والبارود والحطب وكل ما يحتاجون إليه لحصار طويل ورحل منها لبلدة بريدة المجاورة حيث استعمل عليها أخا -محمد- إبراهيم بن حسن بن مشاري بن سعود آل سعود.

## سقوط عنيزة
سار إبراهيم باشا بعد إخضاع بلدة الخبراء قاصدا بلدة عنيزة بعد أن تزود بما يحتاجه من المؤن، فنازل أهلها وسلمت له، في حين امتنع أميرها محمد بن حسن بن مشاري بن سعود آل سعود والمرابطة واعتصموا بقصر الصفا، فحاصره إبراهيم باشا وجر عليهم القبوس والقنابر ورماهم بها يوما وليلة، حتى ثلم جدار القصر وانهار فاستسلموا على أن يخرجوا من البلدة فقبل منهم، يقول ابن بشر المؤرخ النجدي المعاصر لسقوط الدولة السعودية الأولى عن أحداث قصر الصفا ما نصه: «وامتنع أهل قصر الصفا، فجر عليهم القبوس والقنابر ورماهم بها رمياً هائلاً يوما وليلة، وعمل الباشا زحافات دون رصاص أهل القصر وقرب منهم القبوس والقنابر، حتى ثلم جدار القصر ووقعت رصاصة من القنبر في القصر وجعلها الله على جبخانهم (الذخيرة)، وكان في موضع خاف في بطن الأرض ومسقف عليه بخشب كبار وفوقه طين وتراب ولكن الله سبحانه إذا قضى أمرا كان مفعولاً، فثار الجبخان وهدم ما حوله، ومات بسببه رجل أو رجلان، فلما رأى أهل القصر أن البلد أطاعت وأن القصر هدم عليهم، طلبوا المصالحة».

## أهل شقراء يحفرون خندقا لحماية بلدهم
في آخر شهر ذي الحجة من نفس السنة أمر أمير شقراء والوشم على أهل الوشم أن يستكملوا حفر خندقهم لحماية البلدة من الزحف القادم والمصير المحتوم، قال -ابن بشر-: «فقاموا في حفره أشد القيام واستعانوا فيه بالنساء والولدان لحمل الماء والطعام حتى جعلوه خندقاً عميقاً واسعاً وبنوا على شفيره جدار من جهة السور، ثم ألزمهم كل رجل غني يشتري من الحنطة بعدد معلوم من الريالات خوفاً أن يطول عليهم الحصار، فاشتروا من الطعام شيئاً كثيراً، ثم أمر على النخيل التي تلي الخندق والقلعة أن تشذب عسبانها ولا يبقى إلا خوافيها، ففعلوا وهم كارهون».

## استسلام بريدة
سار إبراهيم باشا على رأس قواته بعد أن وطد سلطته في عنيزة قاصدا بلدة بريدة، فأخضعها وقبل أن يرحل منها أخذ معه عبد الله ابن أمير بريدة حجيلان بن حمد التميمي وبعض رجالها، حيث كان يأخذ من كل بلد إذا أراد أن يرتحل منها من زعماء أهلها رجلين أو ثلاثة خوفا أن يقع عليه هزيمة فيحاربه أهل البلد.

## استسلام المذنب وأشيقر والفرعة
سارت القوات العثمانية بعد إخضاع بريدة ناحية بلدة المذنب (الذنائب) فأطاعوا له، ثم رحل من المذنب وقصد الوشم، ونزل بلد أشيقر والفرعة فاستأمنوه ودخلوا في طاعته.

## استسلام شقراء وجلاجل واستسلام حريملاء

قصر محمد بن عبد المحسن آل علي، الذي عصم حائل من ملاقاة مصير بقية البلدات النجدية

بعد سقوط أشيقر سارت قوات إبراهيم باشا ناحية بلدة شقراء، فوصلها في السابع عشر من ربيع الأول مع خيمته وعساكره وقبوسه ومدافعه وقنابره وكان قد أتى إليه إمداد من العساكر والقبوس فصار في قوة عظيمة، فقاتل أهل شقراء خارج البلدة عن بلادهم فتكاثر القتل فيهم فدخلوا واحتموا ببلدتهم، يقول -ابن بشر-: «فنزل أسفل البلد وشمالها فخرج إليه أهلها، فساق عليهم الباشا الروم، فوقع بينهم قتال شديد في وسط النخيل وخارجها، فقتل من الروم قتلى كثيرة وجرح عليهم جرحى عديدة، فتكاثرت عليهم أفزاع الروم» إلى أن قال:
«فدخلوا البلد واحتصروا فيها. ثم إن الباشا جر القبوس والقنابر والمدافع وجعلها فوق المرقب الجبل الشمالي، فرمى البلد منه رمياً هائلاً أرهب ما حوله من القرى والبلدان من أهل سدير ومنيخ والمحمل وغيرهم، حتى سمعه من كان في العرمه ومجزل وما حولها، فلما احتصر أهل البلد فيها أنزل قبوسه ومدافعه وقنابره من رأس الجبل وقربها من السور، وحقق عليهم الحرب والرمي المتتابع حتى قيل إنه رماها في ليلة بثلاثمئة حمل من الرصاص والبارود». ويضيف ابن بشر بقوله: «وذكر لي رجل كان في وسطها، قال: إن رصاص القبوس والمدافع والقنابر والبنادق يتضارب بعضها ببعض في الهواء فوق البلد وفي وسطها، ثم إنه هدم ما يليه من سورها وقطع نخيلها إلا قليها هذا وأهل البلد ثابتون، وفي أكنافها يقاتلون فقرب الباشا القبوس من السور وهدم ما يليه من الدور والقصور» ويكمل ابن بشر حديثه عن هذه الوقائع؛ فيقول: «فلما هم الروم بالحملة عليهم انثنى عزمهم لأجل الخندق ولأجل ما أذاقوهم من شدة القتال أول نزولهم، فصار الخندق من الأسباب لثبات أهلها لأنه لا يرام، وفي كل يوم وليلة والباشا يناديهم ويدعوهم للمصالحة ويأبون عليه».
وبعد أن نفذت قوتهم خرج حمد بن حمد بن يحيى آل غيهب أمير شقراء وصالح إبراهيم باشا على الأمان فقبل منه، ولما استقرت شقراء لإبراهيم باشا هدم سورها ودفن خندقها وسير حملة بقيادة رشوان آغا ناحية سدير حيث نزل بلدة جلاجل وفرق عساكره في مناطقها وأخذ ما فيها من الخيل والحنطة ورباط الخيل وبعث بها لإبراهيم باشا الذي مكث في شقراء قرابة الشهر أو الشهرين حتى انقضى فصل الشتاء. وصلت لإبراهيم باشا في تلك الأثناء أيضا مكاتبات أهل المحمل وبلدة حريملاء بالتسليم فقبل منهم.

## الإمام عبد الله بن سعود الكبير يرسل تعزيزات لبلدة ضرما
بدأت القوات العثمانية بعد إخضاع بلدة شقراء، بالسير جنوبا ناحية بلدة ضرما المنيعة والغنية، فلما علم الإمام عبد الله بن سعود الكبير آل سعود سير ثلاث حملات للدفاع عنها، حيث أمر سعود بن عبد الله بن الإمام محمد آل سعود بالمسير إليها مع مرابطة من أهل الدرعية، كما أمر أيضا متعب بن إبراهيم بن عفيصان العايذي مع مرابطة من أهل الخرج ومحمد العميري مع مرابطة من أهل ثادق وأمرهم جميعا أن يدخلوا ضرما ليصيروا عوناً لأهلها ردءاً لهم.

## مجزرة ضرما
يقول -ابن بشر- المؤرخ المعاصر لسقوط الدولة السعودية الأولى: «فلما كان صبيحة أربعة عشر من ربيع الثاني، أقبل الباشا على البلد ونزل شرقيها قرب قصور المزاحميات بينها وبين البلد فحطوا ثقلهم وخيامهم، ثم سارت العساكر بالقبوس والمدافع والقنابر، ونزلوا بها شمال البلد قرب السور فثارت الحرب بين الروم وبين أهلها وحقق الباشا عليهم الرمي المتتابع، وحربهم لم يرى مثله، وثبت الله أهل البلد، فلم يعبأوا به وطلب منهم المصالحة فأبوا عليه ولم يعطوه الدنية، وكانت هذه البلد ليس في تلك النواحي أقوى منها بعد الدرعية رجالاً وأموالاً وعدداً وعدة، ولكن الله سبحانه يفعل ما يريد، فحشدت عليهم عساكر الروم والمدافع فلم يحصلوا على طائل، ثم حشد الروم عليهم أيضا وقربوا القبوس من السور وحربوها حرباً عظيماً هائلاً. وذكر لي أنهم عدوا فيما بين المغرب والعشاء خمسة آلاف وسبعمائة رمية ما بين قبس ومدفع وقنبرة، فهدموا ما والاهم من السور، فلما رأى الباشا صبرهم وصدق جلدهم ساق الروم عليهم وأهل البلد فيه ثابتون» إلى أن قال: «وبنوا بعض ما انهدم من السور، فلما رأى الباشا صبرهم وصدق جلدهم أمر على بعض القبوس وصرفها إلى جنوب البلد، وفيه متعب بن عفيصان المذكور ومن معه من أهل الخرج، ورماهم بتلك القبوس وعندها عسكر كثير، وكان الحرب والضرب والرمي تتابع على أهل البلد من الروم في الموضع الأول، وجميع أهل النجدة من أهل البلد والمرابطة قبالتهم عند السور المهدوم في وجه القبوس والقنابر، فلم يفاجئهم إلا الصارخ من خلفهم أن الروم خلفكم في أهليكم وأموالكم فكروا لبلدهم راجعين» إلى أن قال: «ودخل الروم البلد من كل جهة، وأخذوها عنوة وقتلوا أهلها في الأسواق والسكك والبيوت وكان أهل البلد قد جالدوهم في وسطها إلى ارتفاع الشمس، وقتلوا من الروم قتلى كثيرة، لكن خدعوهم بالأمان» وقال أيضا: «ذكر لي أنهم يأتون إلى أهل البيت والعصابة المجتمعة فيقولون: أمان أمان ويأخذون سلاحهم ويقتلونهم، ونهبوا جميع ما احتوت عليه البلد من الأموال والمتاع والسلاح واللباس والمواشي والخيل وغير ذلك» إلى أن قال: «وهرب رجال من أهل البلد وغيرهم على وجوههم في البرية ما بين ناجي ومقتول وبقيت البلد خالية من أهلها». فر من بقي من النساء والذرية وحملهم سعود بن عبد الله بن الإمام محمد آل سعود للدرعية فلما قدموها قام لهم الإمام عبد الله بن سعود الكبير آل سعود وأهل الدرعية، فأنزلوهم وأعطوهم وأكرموهم واستعدوا للدفاع عن الدرعية.

## دفاعات الدرعية
كانت مدينة الدرعية تتألف من خمسة أحياء متجاورة يحيط بكل منها سور، فكانت المدينة محصنة تحصيناً منيعاً؛ حيث كانت تمتد على ضفتي وادي حنيفة المليء بأشجار النخيل وعلى جبلين مرتفعين وحُفر لاحقا خندق لزيادة تحصينها، ويحيطها سور جامع يوفر لها الحماية المطلوبة مع أبراج المراقبة للتنبيه لكل حي والمزودة بالمدافع.

## معركة الدفاع عن الدرعية
كان وصول إبراهيم باشا بقواته إلى مشارف الدرعية «الملقى» في غرة شهر جُمادى الأولى سنة 1233هـ/مارس 1818م، وبعدها ابتدأت وقائع معركة الدرعية والتي استمرت على جبهات عديدة لستة أشهر وقد استخدمت فيها السيوف، والرماح، والبنادق، والقبوس، والمدافع، على النحو التالي:
- واقعة العلب:

بعد أن عسكر إبراهيم باشا في الملقى سار مع بعض جنوده بالخيل ومعه بعض المدافع ليختار المواقع التي يريد النزول بها عند الدرعية حتى وصل إلى منطقة «العلب» في أعلى الدرعية فنزلوا فيها فقام إبراهيم باشا بحفر متاريس «خنادق» مقابل متاريس الإمام عبد الله بن سعود الكبير فابتدر الإمام عبد الله بن سعود الكبير بإطلاق النار من مدافعه، وقد ذكر ذلك إبراهيم باشا في رسالة وجهها إلى أبيه محمد علي باشا ضمن وثائق الأرشيف العثماني، قال فيها: «بما أن الدرعية كائنة بين جبلين فوزع المذكور، وقسم المذكور -أي عبدالله بن سعود- الجنود على الجبال وأطراف مضيق الدرعية وفي داخل الحدائق -أي المزارع- المختلفة وبقية أعوانه في داخل الأسوار والأبراج وقوى متاريسه تقوية جدية على وجه لا تنفذ فيها القذائف».
- واقعة غبيراء:

وهي الشعيب الواقع في أقاصي المتاريس الجنوبية من الدرعية، وسببها أن إبراهيم باشا جمع خيلا هاجم بهم متاريس «خنادق» أهل الدرعية ليلاً من الخلف فحصلت الهزيمة على أهل الدرعية -كما يذكر ابن بشر المؤرخ النجدي المعاصر لسقوط الدولة السعودية الأولى في كتابه عنوان المجد في تاريخ نجد- منهم بعض رجال من الرؤساء والقادة من آل سعود وغيرهم مثل فهد بن تركي بن عبد الله بن الإمام محمد بن سعود، ولا يذكر ابن بشر عدد قتلى جيش إبراهيم باشا بل يقول: «إنهم قتل منهم مقتلة، وهرب من الدرعية تلك الليلة عدة رجال من أهل النواحي، هذا وأهل الدرعية في متاريسهم المذكورة لم يختلف منها شيء».
- واقعة سمحة النخل:

وهي في أعلى الدرعية وفيها انهزم أهل الدرعية وابتعدوا عن متاريسهم -كما يقول ابن بشر المؤرخ النجدي المعاصر لسقوط الدولة السعودية الأولى- وذلك أن أناسا من أهل البلد خرجوا إلى إبراهيم باشا وأخبروه بعورات البلد ومواطن الضعف فيها فجمع إبراهيم جنوده وخيالته وهاجم بهم على بعض متاريس الدرعية وبروجها حسب ما أرشدهم إليه الذين انضموا إليهم من أهل الدرعية. فاقتحم إبراهيم مترس عمر بن الإمام سعود الكبير ومترس فيصل بن الإمام سعود الكبير في سمحة وغيرهم فثبت بعضهم واضطر البعض الآخر إلى الانسحاب بالإضافة لسقوط البرج الذي يلي المتراس. وفي وثيقة أخرى تشتمل على رسالة بعثها إبراهيم باشا إلى أبيه محمد علي باشا يرسم فيها خطة اقتحام الدرعية وتتلخص في إنه سيخصص جنود المشاة للزحف على الدرعية وباقي أبراجها ومتاريسها، كل جماعة تتجه إلى قسم من أقسام الدرعية وتستفرد بها والتي ذكر أنها خمسة أقسام، وذلك بدلا من إحاطتها كلها بجنود وهذا يتطلب عدداً كبيرا من الجنود حيث يذكر «أن الرجل من المشاة لا يمكن أن يُتم السير في طول الدرعية وعرضها بأقل من مدة ساعتين ونصف».
كما يذكر في رسالته تلك وقوع معارك كبيرة على أحد الأسوار مع الإمام عبد الله بن سعود الكبير وأتباعه قتل فيها أخواه فيصل بن الإمام سعود الكبير وتركي بن الإمام سعود الكبير منذ بداية حصار الدرعية حتى تاريخ الرسالة وهو 9 رمضان سنة 1233هـ.
- واقعة السلماني:

وذلك أن أهل الدرعية بعد انسحابهم من متاريس «سمحة» السابقة الذكر عسكروا في السلماني ووقع بينهم وبين جنود إبراهيم باشا قتال شديد قتل من جنود إبراهيم باشا قتلى كثيرون -كما يذكر ابن بشر- واستمر القتال من العصر إلى ما بعد العشاء.
- واقعة شعيب البليدة:

في الجهة الجنوبية من الدرعية حيث نشب فيها قتال بين الجانبين، ثم قام قتال آخر من بعد الظهر إلى ما بعد العصر حيث حمل جنود إبراهيم باشا على متاريس أهل الدرعية، لكن أهل الدرعية -كما يقول ابن بشر- حملوا عليهم وأخرجوهم منها.
- واقعة شعيب قليقل:

في الجهة الشمالية من الدرعية حيث حصل فيها قتال حينما حمل جنود إبراهيم باشا على أهل الدرعية في ذلك المكان فثبتوا لهم، ثم إن إبراهيم باشا بعث جنودا له إلى بلدة عرقة -قرب الدرعية- التي كانت تمد الدرعية فهجم عليها ودمرها.
- وقعة حريق المستودع:

وهو حريق نشب في مستودع أسلحة جيش إبراهيم باشا وقد خسر فيه أعداد كبيرة من معداته وقواته، قال المؤرخ المصري عبدالرحمن الجبرتي الذي عاصر تلك الفترة في كتابه عجائب الآثار في التراجم والأخبار: «إنه في منتصف شهر رمضان سنة 1233هـ وصل نجاب وأخبر أن إبراهيم باشا ركب إلى جهة من نواحي الدرعية لأمر يبتغيه وترك عرضة -نائبا عنه- فأغتنم الوهابية غيابه وكبسوا على العرضة على حين غفلة وقتلوا من العساكر عدة وافرة واحرقوا الجبخانة -الذخيرة- فعند ذلك قوي الاهتمام وارتحل جملة من العساكر في دفعات ثلاث براً وبحراً يتلو بعضهم بعضاً لضرب الدرعية».
- واقعة الرفيعة:

وهي نخل في شرق الدرعية حيث حصل فيها مقتلة عظيمة بين الجانبين ووقعات عديدة، كما أن أهل الناحية الشمالية للدرعية حملوا على معسكر إبراهيم باشا فقتلوا عدة قتلى منهم، ويقول -ابن ابشر- المؤرخ النجدي: «إنه جرت واقعة أخرى كبيرة في الرفيعة سببها أن إبراهيم باشا سار ببعض جنوده الخيالة ومعهم رجال من أهل الخرج ورجال من أهل الرياض الذين كانوا قد انضموا إلى إبراهيم باشا وعلى رأسهم ناصر بن حمد العايذي أمير الرياض، فحملوا على متاريس الدرعية في الرفيعة فقاتلهم من كان فيها وعلى رأسهم فهد بن عبدالله بن عبدالعزيز آل سعود ومعه جمع من أهل الدرعية وأهل سدير وغيرهم، ودارت معركة قتل فيها فهد المذكور لكن لم يلبث أن خرج مدد من أهل الدرعية لإخوانهم فأوقعوا في أتباع إبراهيم باشا القتل واستمر القتال من طلوع الشمس إلى وقت الظهيرة وسقط قتلى كثيرون من الفريقين».
- الهجوم العام على الدرعية:

يذكر -ابن بشر- أن ذلك الهجوم العام قد بدأ في الثالث من ذي القعدة سنة 1233هـ/سبتمبر 1818م أي بعد ستة أشهر من حصار الدرعية، حينما حمل إبراهيم باشا بجيشه على جهات الدرعية الأربع كلها الجنوبية والشمالية والشرقية والغربية مستغلا وصول إمدادات ضخمة سيرها والده سابقا منذ محرقة المستودع من مصر حينذاك، وكذلك ما توفر من معلومات هامة عن مواطن الضعف في الأسوار والمتاريس والأبراج والجنود لأهل الدرعية، وكان الاستعداد لهذا الهجوم قد بدأ من الليل حيث جمع إبراهيم باشا مدافعه حول جهات الدرعية الأربع وجمع أكثر خيالته وجنوده عند الجهة الجنوبية من الدرعية بينما ركز مدافعه على الجهة الشمالية أكثر من غيرها وعند الفجر اتجه الخيالة والجنود إلى «مشيرفة» في الجهة الجنوبية وفيها نخل الإمام سعود الكبير بن عبد العزيز فوجدوا المكان خاليا فدخلوه واستولوا عليه، ثم ابتدأ الهجوم العام من جميع الجهات ليشغلوا أهل الدرعية عن استيلائهم على مشيرفة. فاشتد القتال بين الجانبين ولم يلبث أن خرجت خيالة وجنود إبراهيم باشا على أهل الدرعية من جهة مشيرفة ففاجأوا أهل الدرعية وحصل منهم الارتباك ثم الانهزام فتركوا مواقعهم وتفرقوا، كل أهل نزلة قصدوا منازلهم وتوزعوا على الأحياء واعتصموا فيها ومنهم سعد بن الإمام عبد الله بن سعود الكبير تحصن في قصر غصيبة ومعه خمسمائة من أعوانه، أما الإمام عبد الله بن سعود الكبير فقد كان في سمحان عند بوابتها حينذاك مع مجموعة من أهل الدرعية يقاتلون عنها، فلما علم بهذا التطور انتقل من سمحان إلى قصره في الطريف وتحصن فيه، فاستولى جنود إبراهيم باشا على سمحان وأخذوا يرمون أصحاب البيوت بالمدافع. فخرج عليهم أهل السهل بين الجبلين وعلى رأسهم الشيخ عبد الله بن الشيخ محمد بن عبد الوهاب التميمي وابنه الشيخ سليمان مستميتين في طرد قوات إبراهيم باشا واستمر قتالهم في الشوارع وأمام الدور حتى الليل، واستطاعوا زحزحة قوات إبراهيم باشا من مكانها بعد أن سقط العديد من القتلى وأرادوا الصلح مع إبراهيم باشا على البلد كلها فأبى إلا على السهل فقط. فعاد القتال بين الجانبين وركز إبراهيم باشا مدافعه على الطريق حيث يعتصم الإمام عبد الله بن سعود الكبير، فتهدمت جوانب من القصر، فخرج الإمام عبد الله مدافعه منه ونقلها إلى مسجد الطريف وأخذ يرمي عدوه منه ومعه مجموعة من أهل الدرعية، واستمروا على ذلك يومين في قتال عنيف، ثم حصل تناقص في أتباع الإمام عبد الله حيث وقعت كافة الحصون في اليوم الثاني من الهجوم ولم يبق غيره -وكما يقول ابن بشر-: «تفرق عن عبدالله أكثر من كان عنده، فلما رأى عبدالله ذلك بذل نفسه وفدى بها عن النساء والولدان والأموال، فأرسل إلى الباشا وطلب المصالحة، فأمره أن يخرج إليه، فخرج إليه وتصالحا على أن يركب إلى السلطان فيحسن إليه أو يسيء وانعقد الصلح على ذلك».

## دور النساء عند حصار الدرعية
روى هارفرد بريدجز والذي كان مكلفا من قبل الإمبراطورية البريطانية لدراسة أحوال بلاد فارس وجوارها نقلا عن المؤرخ الفرنسي فليكس مانجان الذي كان مقيما في بلاط محمد علي باشا والمطلع على مراسلات الجنود وإبراهيم باشا في كتابه (Brief history of The Wahauby) ما نصه: «علم الإمام عبدالله بغياب إبراهيم باشا عن معسكره فأصدر الأوامر لرجاله بضرب كل خطوط الأتراك، وقد استمرت المعركة بعنف وصلابة، كما استمرت نيران البنادق والأسلحة ساعات عدة، كانت درجة الحرارة مرتفعة جدا، وقد رأينا نساء الدولة السعودية يحملن جِراراً مليئة بالماء ويمررن أمام طلقات البنادق بكل شجاعة ليسقين المدافعين من الجنود».

## وَقعْ سقوط الدرعية
روى المؤرخ المصري عبد الرحمن الجبرتي المعاصر لتلك الحقبة ردة فعل محمد علي باشا عند سقوط الدرعية، في كتابة: تاريخ عجائب الآثار في التراجم والأخبار قائلاً: «واستهل شهر ذي الحجة الحرام بيوم الجمعة سنة 1233 وفي سابعه وردت بشائر من شرق الحجاز بمراسلة من عثمان آغا الورداني أمير الينبع بأن إبراهيم باشا استولى على الدرعية والوهابية فانسر الباشا لهذا الخبر سرورا عظيما وانجلى عنه الضجر والقلق وأنعم على المبشر وعند ذلك ضربوا مدافع كثيرة من القلعة والجيزة وبولاق والأزبكية وانتشر المبشرون على بيوت الأعيان لأخذ البقاشيش».
وقال أيضا: «ووردت الأخبار من شرق الحجاز والبشائر بنصرة حضرة إبراهيم باشا على الجند السعوديين قبل استهلال السنة بأربعة أيام فعند ذلك نودي بزينة المدينة سبعة أيام أولها الأربعاء السابع عشر من ذي الحجة ونصبت الصواوين خارج  باب النصر عند الهمايل وكذلك صيوان الباشا وباقي الأمراء والأعيان خرجوا بأسرهم لعمل الشنك والحرائق وأخرجوا من المدافع مائة مدفع وعشرة وتماثيل وقلاعا وسواقي وسواريخ وصورا من بارود بدأوا في عمل الشنك من يوم الأربعاء فيضربون بالمدافع مع رماحه الخيالة من أول النهار مقدار ساعة زمانية وربع قريبا من عشرين درجة ضربا متتابعا لا يتخلله سكون على طريقة الإفرنج في الحروب بحيث أنهم يضربون المدفع الواحد اثنتي عشرة مرة وقيل أربع عشرة مرة في دقيقة واحدة فعلى هذا الحساب يزيد ضرب المدافع في تلك المدة على ثمانين ألف مدفع بحيث يتخيل الإنسان أصواتها مع أصوات بنادق الخيالة المترامحين رعودا هائلة ورتبوا المدافع أربعة صفوف ورسم الباشا أن الخيالة ينقسمون كذلك طوابير ويكمنون في الأعالي ثم ينزلون مترامحين وهم يضربون بالبنادق ويهجمون على المدافع في حال اندفاعها بالرمي فمن خطف شيئا من أدوات الطبجية الرماة يأتي به إلى الباشا ويعطيه البقشيش والأنعام».
وقال أيضا في وصف الحفلات: «وحول محل الحراقة حلقة دائرة متسعة حولها ألوف من المشاعل الموقدة وطلبوا لعمل أكياس بارود المدافع مائتي ألف ذراع من القماش..إلخ، إلى أن قال: وبعد انقضاء السبعة أيام المذكورة حصل السكون».

## الاحتفالاتبعاشوراءوبوصول الإمام عبد الله بن سعود الكبير أسيرا للقاهرة
قال عبد الرحمن الجبرتي المؤرخ المصري المعاصر عن دخول عاشوراء والإمام عبد الله ما نصه: «خرج الباشا في ليلته وعدى إلى القصر المذكور (قصر أمر ببناءه محمد علي باشا على جزيرة تجاه بولاق قبلي قصر ابنه إسماعيل باشا) وخرج أهل الدائرة والأعيان إلى الأماكن التي استأجروها (حول نهر النيل) وكذلك العامة أفواجا وأصبح يوم الإثنين المذكور فضربت المدافع الكثيرة التي صففوها بالبرين وزين أهالي بولاق أسواقهم وحوانيتهم وأبواب دورهم ودقت الطبول المزامير والنقرزانات في السفائن وغيرها وطبلخانة الباشا تضرب في كل وقت والمدافع الكثيرة في ضحوة كل يوم وعصره وبعد العشاء كذلك وتوقد المشاعل وتعمل أصناف الحراقات والسواريخ والشعل وتتقابل القلاع المصنوعة على وجه الماء ويرمون منها المدافع على هيئة المتحاربين وفيها فوانيس وقناديل وهيئة باب مالطة بوابة مجسمة مقوصرة لها بدنات ويرى بداخلها سرج وشعل ويخرج منها حراقات وسواريخ وغالب هذه الأعمال من صناعة الإفرنج وأحضروا سفائن رومية صغيرة تسمى الشلنبات يرمى منها مدافع وشنابر وشيطيات وغلايين مما يسير في البحر المالح وفي جميعها وقدات وسرج وقناديل وكلها مزينة بالبيارق الحرير والأشكال المختلفة الألوان ودبوس اوغلي ببولاق التكرور وعنده أيضا الحراقات الكثيرة والشعل والمدافع والسواريخ وبالجيزة عباس بك بن طوسون باشا والنصارى الأرمن بمصر القديمة وبولاق والإفرنج وأبرز الجميع زينتهم وتماثيلهم وحرائقهم وعند الأعيان حتى المشايخ في القنج والسفائن المعدة للسروح والتفرج والنزاهة والخروج عن الأوضاع الشرعية والأدبية واستمروا على ما ذكر إلى يوم الإثنين السابع عشر».

روى عبد الرحمن الجبرتي أن آخر أيام الاحتفالات كانت مواكبة لوصول الإمام عبد الله بن سعود الكبير يوم الإثنين السابع عشر من شهر المحرم، حيث قال:

## إعدام الإمام عبد الله بن سعود الكبير بالأستانة / إسلامبول
روى عبد الرحمن الجبرتي في تاريخه نهاية الدولة السعودية الأولى بإعدام إمامها، قال:

## حال نجد بعد سقوط الدولة السعودية الأولى
قال ابن بشر: «كانت هذه السنة، كثر فيها الاختلاف والاضطراب، ونهب الأموال، وقتل الرجال، وتقدم أناس وتأخر آخرون وذلك بحكمة الله سبحانه وتعالى. وقد انحل فيها نظام الجماعة، والسمع والطاعة، وعدم الأمر بالمعروف، والنهي عن المنكر، حتى لا يستطيع أحد أن ينهى عن منكر أو يأمر بطاعة» إلى أن قال:«وسُل سيف الفتنة بين الأنام، وصار الرجل في جوف بيته لا ينام، وتعذرت الأسفار بين البلدان، وتطاير شرر الفتن في الأوطان، وظهرت دعوة الجاهلية بين العباد، وتنادوا بها على رؤوس الأشهاد..إلخ».
وقال محمد بن عمر الفاخري التميمي -أحد مؤرخي الدولة السعودية الأولى والمعاصر لها- المتوفي سنة 1277هـ في وصف تلك الحقبة بقصيدته:
كما قال في قصيدته المشهورة في عمال العثمانيين:

## مجزرة ثرمداء
بعد أن سقطت الدولة السعودية الأولى أخذت الحاميات العثمانية بملاحقة بعض علماء الدرعية وأعيانها وأخذت في تقتيلهم، وقد جد الطلب فيهم بعد ثورة تركي بن عبدالله بن الإمام محمد آل سعود بالدرعية والرياض -مؤسس الدولة السعودية الثانية لاحقا-، حيث قدم على بلدة ثرمداء القديمة سنة 1820م القائد التركي حسين بيك وأمر المنادي ينادي لأهل الدرعية من أراد بلداً ينزلها فليأتنا نكتب له كتاباً يرحل إليها، ثم أردف -ابن بشر- قائلاً: «ثم قال لهم: اجتمعوا حتى نكتب لكم كتبكم، فحضر من كان منهم غائبا أو مختفيا أو محترفاً، فلما اجتمعوا عنده أمر الترك أن يقتلوهم جميعاً، فجالت عليهم خيول الروم ورجالها وأشعلوا فيهم النار بالبنادق والطبنجات والسيوف حتى قتلوهم عن آخرهم..، وهم نحو مائتين وثلاثين رجلاً، وأخذ الترك شيئا من أموالهم وشيئا من أطفالهم».
واستمرت المناوشات كجيوب مقاومة حتى سنة 1240هـ / 1823م، حيث قام تركي بن عبدالله بن الإمام محمد آل سعود بهزيمة الحاميات العثمانية وإجلائها من نجد.